# Средока
Средока е резерват в природен парк Странджа, България.

## Основаване и статут
Обявен е за резерват с обща площ 607,8 хектара със Заповед No.75 на Комитета за опазване на природната среда при Министерски съвет от 18 януари 1989 година, с цел запазване на характерните за Странджа горски екосистеми и защитените видове от червената книга.

## Местонахождение
Разположен е на няколко километра от Малко Търново, в близост до село Стоилово, на север граничи с река Айдере.

## Флора
Горите са съставени най-вече от бук, дъб, благун и източен горун.
В резервата се срещат ендемитите - лъжника, червена пираканта (Piracantha coccinea), лавровишня (Laurocerasus officinalis) и чашковидна звъника (Hypericum calycinum).
Други редки растения в резервата са понтийско бясно дърво (Daphne pontica), колхидска боровинка (Vaccinium arctostaphylus), колхидски джел (Ilex colchica) и други.